# Lichnanthe
Lichnanthe är ett släkte av skalbaggar. Lichnanthe ingår i familjen Glaphyridae.
Kladogram enligt Catalogue of Life:
| Lichnanthe | \| \| Lichnanthe albipilosa \| \| \| \| \| \| Lichnanthe apina \| \| \| \| \| \| Lichnanthe brachyscelis \| \| \| \| \| \| Lichnanthe cooperi \| \| \| \| \| \| Lichnanthe lupina \| \| \| \| \| \| Lichnanthe rathvoni \| \| \| \| \| \| Lichnanthe ursina \| \| \| \| \| \| Lichnanthe vulpina \| \| \| \| |
|            | \| \| Lichnanthe albipilosa \| \| \| \| \| \| Lichnanthe apina \| \| \| \| \| \| Lichnanthe brachyscelis \| \| \| \| \| \| Lichnanthe cooperi \| \| \| \| \| \| Lichnanthe lupina \| \| \| \| \| \| Lichnanthe rathvoni \| \| \| \| \| \| Lichnanthe ursina \| \| \| \| \| \| Lichnanthe vulpina \| \| \| \| |
|            | Amphicoma |
|            | |
|            | Anthypna |
|            | |
|            | Arctodium |
|            | |
|            | Cretoglaphyrus |
|            | |
|            | Eulasia |
|            | |
|            | Glaphyrus |
|            | |
|            | Lichnia |
|            | |
|            | Lithohypna |
|            | |
|            | Neolichnia |
|            | |
|            | Pygopleurus |
|            | |
|            | Lichnanthe albipilosa |
|            | |
|            | Lichnanthe apina |
|            | |
|            | Lichnanthe brachyscelis |
|            | |
|            | Lichnanthe cooperi |
|            | |
|            | Lichnanthe lupina |
|            | |
|            | Lichnanthe rathvoni |
|            | |
|            | Lichnanthe ursina |
|            | |
|            | Lichnanthe vulpina |
|            | |

|  | Lichnanthe albipilosa   |
|  |                         |
|  | Lichnanthe apina        |
|  |                         |
|  | Lichnanthe brachyscelis |
|  |                         |
|  | Lichnanthe cooperi      |
|  |                         |
|  | Lichnanthe lupina       |
|  |                         |
|  | Lichnanthe rathvoni     |
|  |                         |
|  | Lichnanthe ursina       |
|  |                         |
|  | Lichnanthe vulpina      |
|  |                         |